# Szörnyek az űrlények ellen: R világháború
A Szörnyek az űrlények ellen: R világháború (eredeti cím: Night of the Living Carrots) 2011-ben bemutatott amerikai animációs rövidfilm. A DreamWorks Animation gyártotta, a hossza 22 perc.

## Cselekmény
Halloween van, mindenki örül a csokinak és a többi édességnek. Kedvenc szörnyeink is élvezik az ünnepet, de megzavarja az örömüket egy csapat zombi répa, akik gátlástalanul megfertőznek mindenkit, ezért sokan zombivá alakulnak. De a szörnyek rájönnek, hogy ha megölnek minden répát, akkor a fertőzöttek visszaalakulnak rendes emberré.